# Dunkelralle
Die Dunkelralle (Pardirallus nigricans) ist eine Vogelart aus der Familie der Rallen (Rallidae), die in Kolumbien, Ecuador, Peru, Brasilien, Paraguay und Argentinien vorkommt. Der Bestand wird von der IUCN als nicht gefährdet (Least Concern) eingeschätzt.

## Merkmale
Die Dunkelralle erreicht ein Körpergewicht von ca. 217 g bei einer Körperlänge von etwa 27 bis 29 cm. Sie ist etwas kleiner als die sympatrische Grauralle (Pardirallus sanguinolentus). Sie hat einen langen gelbgrünen Schnabel, rote Augen und korallrote Beine. Die dunkelbraune Oberseite, vom Oberkopf bis an den Bürzel, hat eine olivfarbene Tönung. Das Kinn und die Kehle sind weißlich. Die Seiten des Kopfes, der Vorderhals und der untere Teil sind dunkel eisengrau. Die Bauchmitte, die Schwanzunterseite und der kurze Schwanz sind schwarz. Jungtiere sind ähnlich wie ausgewachsene Tiere, jedoch brauner, insbesondere im hinteren Bereich der Oberseite.

## Lautäußerungen
Zu den Lautäußerungen der Dunkelralle gehören ein sehr schnelles, metallisches tii'd'dit und ein sich beschwerendes kiiiaaa, das an den Ruf eines kleinen Falken erinnert. Außerdem gehört ein schnelles wiederholtes tschtschtschi zu ihren Lauten. Gelegentlich erfolgt ein scharfes doppeltes Quietschen. Ein sehr scharfes, lautes, durchdringendes, wiederholtes wjuuiii oder whii ist eine Gesangsform, die wahrscheinlich von den Männchen abgegeben wird. Ihr Ruf ertönt oft am späten Nachmittag.

## Fortpflanzung
In Brasilien wurden männliche Dunkelrallen im Juli mit vergrößerten Hoden entdeckt. Das Nest besteht aus Wassergräsern. Dieses wird auf oder in Bodennähe in hohem, feuchtem Gras platziert. Ein mögliches Nest dieser Art (oder von der Grauralle) aus Rio Grande do Sul im Januar war becherförmig und wurde auf einem niedrigen Baumstumpf zwischen schweren Zweittrieben im sumpfigen Gestrüpp platziert. Ein Gelege besteht aus drei Eiern, in Gefangenschaft meist nur aus zwei. Die Bebrütung erfolgte in Gefangenschaft über achtzehn bis einundzwanzig Tagen. Beide Eltern betreuen und füttern die Jungtiere. Diese verlassen bereits kurz nach dem Schlüpfen das Nest. Die flaumigen schwarzen Küken haben schwarze nackte Bereichen.

## Verhalten und Ernährung
Wenig ist über die Ernährung der Dunkelrallen bekannt. Sie ernährt sich vermutlich von Insekten und anderen Wirbellosen. Gelegentlich sucht sie in offenen Gebieten nach Nahrung. Sie sucht ihre Nahrung an schlammigen Ufern gemeinsam mit anderen Wasservögeln oder in kleinen, lichten Bereichen in der Sumpfvegetation. Aus einem Bericht geht hervor, dass sie sich bis 5 Meter in den Garten eines Restaurants wagte, um hier Essensreste zu stibitzen.

## Verbreitung und Lebensraum

Verbreitungsgebiet (grün) der Dunkelralle

Die Dunkelralle bevorzugt Sümpfe, von Vegetation überwucherte Wasserstraßen, überflutete Reisfelder, hohes, feuchtes Gras und sumpfige, leicht bewaldete Gebiete. Sie ist überwiegend im Tiefland unterwegs, kommt aber in den Anden in Höhenlagen von 800 bis 2200 Meter vor. Ausnahmsweise wurde sie sogar in 4080 Meter Höhe beobachtet.

## Migration
Das Zugverhalten der Dunkelralle ist bisher nicht erforscht. Allerdings deutet der Streuner Bericht in der Region Junín in 4080 Metern Höhe darauf hin, dass es durchaus Wanderbewegungen der Art geben könnte.

## Unterarten
Es sind folgende Unterarten bekannt:
- Pardirallus nigricans caucae (Conover, 1949)[3] kommt im südwestlichen Kolumbien vor. Sie ist größer als die Nominatform, hat eine blassere Unterseite, besonders auffällig im Bereich der Kloake und hat meist einen größeren und weißeren Kehlfleck.[1]
- Pardirallus nigricans nigricans (Vieillot, 1819)[4] ist im östlichen Ecuador und Peru über das östliche Brasilien, Paraguay und das nordöstliche Argentinien verbreitet.

## Etymologie und Forschungsgeschichte
Die Erstbeschreibung der Dunkelralle erfolgte 1819 durch Louis Pierre Vieillot unter dem wissenschaftlichen Namen Rallus nigricans. Das Typusexemplar stammte aus Paraguay, wobei Vieillot sich auf Ypacahá del obscuro von Félix de Azara bezog. 1856 führte Charles Lucien Jules Laurent Bonaparte die für die Wissenschaft neue Gattung Pardirallus ein. Der Begriff leitet sich von lateinisch pardus, pardi ‚Leopard‘ und vermutlich dem Französischen Rasle, Râle für die Ralle ab. Der Artname nigricans hat seinen Ursprung in lateinisch nigricans, nigricantis, nigrare, niger ‚schwärzlich, schwarz sein, schwarz‘. Caucae bezieht sich auf das Tal des Río Cauca. Alfred Laubmann hatte für sein Werk Die Vögel von Paraguay keine Bälge zur Verfügung. Fast alle seine genannten Quellen bezogen sich auf Azara, mit Ausnahme zweier von William Foster (1873–1915) bei Sapucai gesammelten Exemplare. Gallinula caesia Spix, 1825, Rallus nigricans humilis Berlepsch & Sztolcman, 1902 und Pardirallus nigricans macropus Sztolcman, 1926 werden als Synonyme zur Nominatform betrachtet. Humilis leitet sich von lateinisch humilis, humus, humi ‚tief, klein, am Boden, Boden‘ ab, caesia von lateinisch caesius ‚bläulich grau, grauäugig‘ und macropus von μακρος makros, deutsch ‚lang‘ und πους, ποδος pouspodos, deutsch ‚Fuß‘.